# So Beautiful or So What
So Beautiful or So What è il dodicesimo album discografico in studio del cantautore statunitense Paul Simon, pubblicato nel 2011.

## Tracce
1. Getting Ready for Christmas Day – 4:06
2. The Afterlife – 3:40
3. Dazzling Blue – 4:32
4. Rewrite – 3:49
5. Love and Hard Times – 4:09
6. Love Is Eternal Sacred Light – 4:02
7. Amulet – 1:36
8. Questions for the Angels – 3:49
9. Love & Blessings – 4:18
10. So Beautiful or So What – 4:07
11. So Beautiful or So What (Live Rehearsal Version) (bonus download) – 4:10

## Classifiche
- Regno Unito - #6
- Stati Uniti - #4
- Italia - #29